# Iwan Triepicyn
Iwan Nikołajewicz Triepicyn (ur. w 1868) – rosyjski prawnik działający m.in. ziemiach polskich, profesor Uniwersytetu Warszawskiego, w latach 1910–1911 dziekan Wydziału Prawa Uniwersytetu Warszawskiego, w latach 1910–1913 rektor Uniwersytetu Warszawskiego, specjalista w zakresie prawa rzymskiego, prawa konstytucyjnego i prawa cywilnego.

## Życiorys
Był absolwentem studiów prawniczych na uniwersytecie św. Włodzimierza. Został wykładowcą wydziału prawa w Noworosyjsku. W 1898 otrzymał tytuł docenta prywatnego. W 1902 rozpoczął pracę na Uniwersytecie Warszawskim, gdzie prowadził wykłady w zakresie prawa konstytucyjnego i cywilnego. Otrzymał w 1904 tytuł profesora. W 1908 obronił doktorat w Charkowie, w następstwie czego został profesorem zwyczajnym. W latach 1910–1911 pełnił funkcję dziekana Wydziału Prawa UW. Pod koniec 1910 objął funkcję rektora tego uniwersytetu. W 1915 opuścił Warszawę i rozpoczął pracę w Ministerstwie Sprawiedliwości w Petersburgu. W stolicy imperium rosyjskiego wykładał do 1917 prawo rzymskie na tamtejszym uniwersytecie. Nie ma pewności co do dalszych jego losów: jedna wersja wydarzeń podaje, że zginął w trakcie rosyjskiej wojny domowej, inna że jeszcze w latach 30. pracował do emerytury jako wykładowca w Taszkienckim Instytucie Prawa.

## Odznaczenia
- Order Świętego Włodzimierza IV klasy
- Order Świętej Anny II i III klasy
- Order Świętego Stanisława II klasy[1]